# Israel Adesanya
Israel Mobolaji Temitayo Odunayo Oluwafemi Owolabi Adesanya (* 22. července 1989) je nigerijsko-novozélandský profesionální zápasník smíšených bojových umění, bývalý kickboxer a boxer. Jako zápasník smíšených bojových umění v současnosti soutěží v divizi střední váhy Ultimate Fighting Championship (UFC), kde je bývalým dvojnásobným šampionem střední váhy UFC. V kickboxu je bývalým vyzyvatelem titulu Glory Middleweight Championship. Od 4. února 2025 je #4 v žebříčku střední váhy UFC.